# Proces endoenergetyczny
Proces endoenergetyczny – proces fizyczny, w którym pochłaniana jest energia, co obniża temperaturę układu i otoczenia (w zależności od układu termodynamicznego). Przykładem procesu endoenergetycznego jest chemiczna reakcja endoenergetyczna.